# Horcotes uncinatus
Horcotes uncinatus är en spindelart som beskrevs av Barrows 1945. Horcotes uncinatus ingår i släktet Horcotes och familjen täckvävarspindlar. Inga underarter finns listade i Catalogue of Life.